# Giverville
Giverville est une commune française située dans le département de l'Eure en région Normandie.

## Géographie

### Localisation
Giverville est une commune de l'ouest du département de l'Eure. Elle est située dans la région naturelle du Lieuvin.
| Épreville-en-Lieuvin | Saint-Georges-du-Mesnil | Saint-Victor-d'Épine |
| Le Favril            | Giverville              | Notre-Dame-d'Épine   |
| Bazoques             | Boissy-Lamberville      | Morsan               |

### Hydrographie
La commune est située dans le bassin Seine-Normandie. Elle n'est drainée par aucun cours d'eau,.

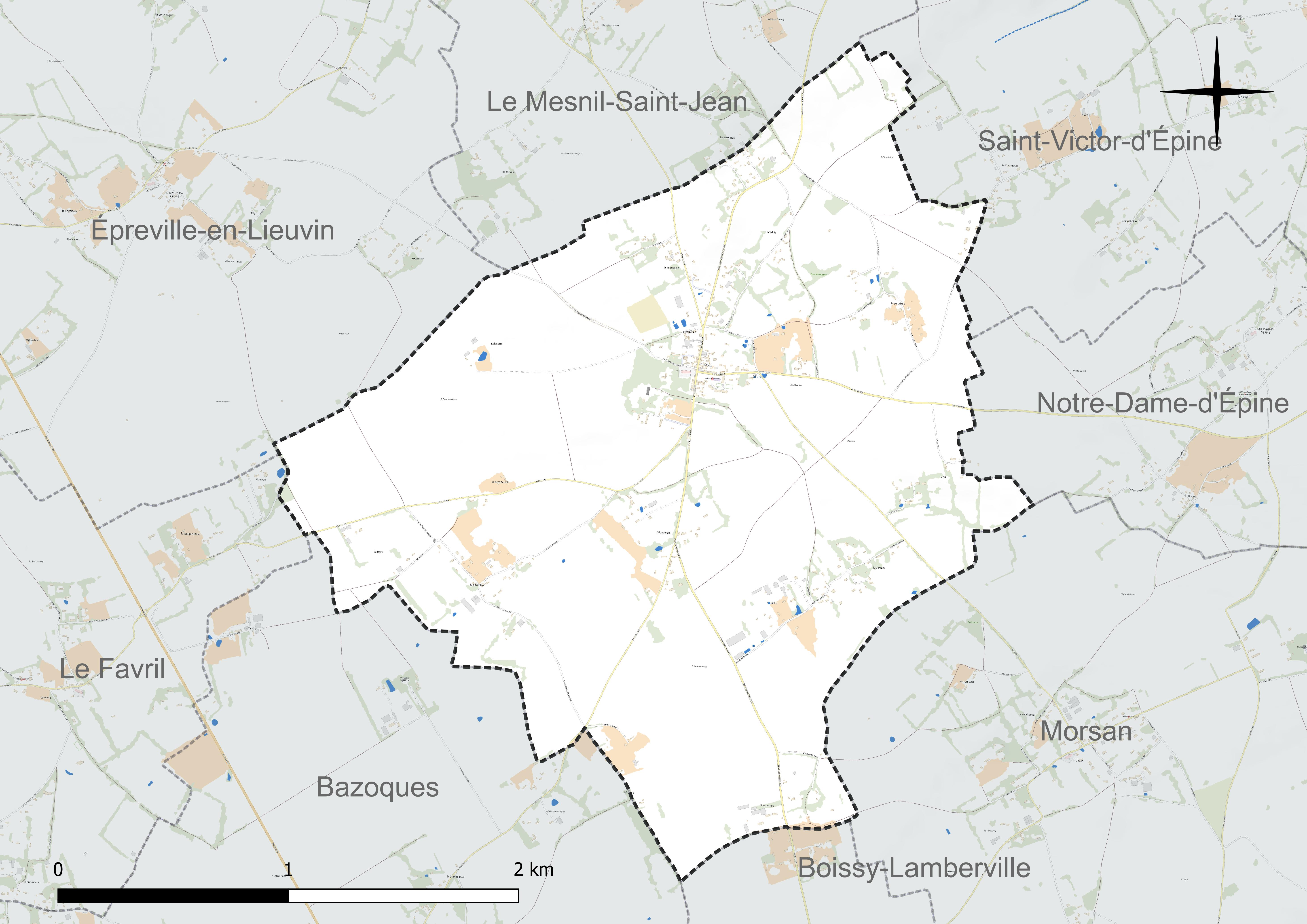
Réseau hydrographique de Giverville.

### Climat
Pour des articles plus généraux, voir Climat de la Normandie et Climat de l'Eure.
En 2010, le climat de la commune est de type climat océanique franc, selon une étude du CNRS s'appuyant sur une série de données couvrant la période 1971-2000. En 2020, Météo-France publie une typologie des climats de la France métropolitaine dans laquelle la commune est exposée à un climat océanique et est dans la région climatique  Côtes de la Manche orientale, caractérisée par un faible ensoleillement (1 550 h/an) ; forte humidité de l’air (plus de 20 h/jour avec humidité relative > 80 % en hiver), vents forts fréquents. Parallèlement le GIEC normand, un groupe régional d’experts sur le climat, différencie quant à lui, dans une étude de 2020, trois grands types de climats pour la région Normandie, nuancés à une échelle plus fine par les facteurs géographiques locaux. La commune est, selon ce zonage, exposée à un « climat contrasté des collines », correspondant au Pays d’Auge, Lieuvin et Roumois, moins directement soumis aux flux océaniques et connaissant toutefois des précipitations assez marquées en raison des reliefs collinaires qui favorisent leur formation.
Pour la période 1971-2000, la température annuelle moyenne est de 10 °C, avec  une amplitude thermique annuelle de 13,1 °C. Le cumul annuel moyen de précipitations est de 841 mm, avec 12,7 jours de précipitations en janvier et 8,6 jours en juillet. Pour la période 1991-2020, la température moyenne annuelle observée sur la station météorologique la plus proche, située sur la commune de Lieurey à 6 km à vol d'oiseau, est de 11,3 °C et le cumul annuel moyen de précipitations est de 893,1 mm,. Pour l'avenir, les paramètres climatiques de la commune estimés pour 2050 selon différents scénarios d’émission de gaz à effet de serre sont consultables sur un site dédié publié par Météo-France en novembre 2022.

## Urbanisme

### Typologie
Au 1er janvier 2024, Giverville est catégorisée commune rurale à habitat dispersé, selon la nouvelle grille communale de densité à 7 niveaux définie par l'Insee en 2022.
Elle est située hors unité urbaine et hors attraction des villes,.

### Occupation des sols
L'occupation des sols de la commune, telle qu'elle ressort de la base de données européenne d’occupation biophysique des sols Corine Land Cover (CLC), est marquée par l'importance des territoires agricoles (100 % en 2018), une proportion identique à celle de 1990 (100 %). La répartition détaillée en 2018 est la suivante : 
terres arables (55,9 %), prairies (44,1 %). L'évolution de l’occupation des sols de la commune et de ses infrastructures peut être observée sur les différentes représentations cartographiques du territoire : la carte de Cassini (XVIIIe siècle), la carte d'état-major (1820-1866) et les cartes ou photos aériennes de l'IGN pour la période actuelle (1950 à aujourd'hui).

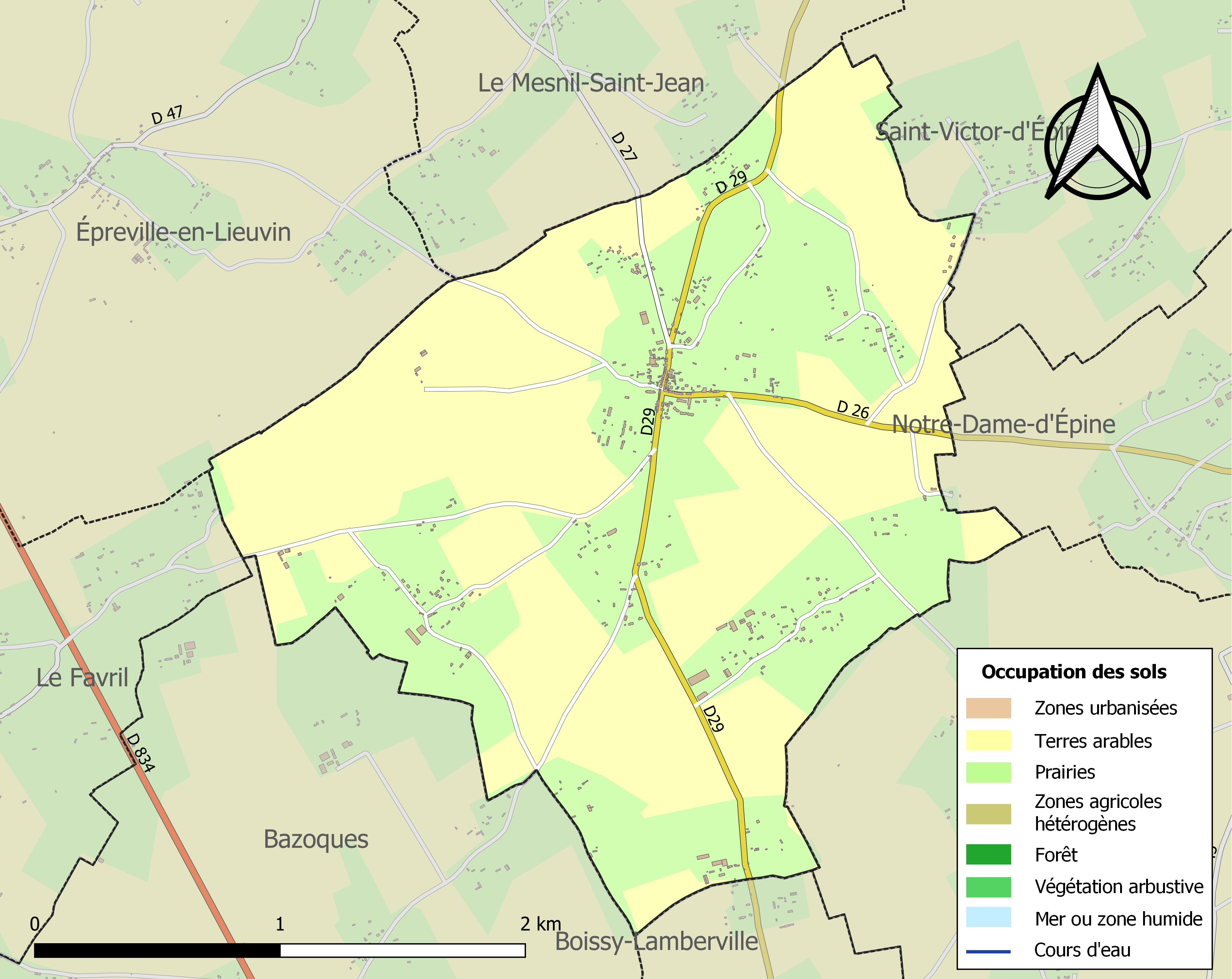
Carte des infrastructures et de l'occupation des sols de la commune en 2018 (CLC).

## Toponymie
Le nom de la localité est attesté sous les formes Gebberti villa en 1025 (charte de Richard II), Givardi Villam vers 1053, Guiardi Villa en 1066 (cartulaire de la Trinité-du-Mont), Guiarvivilla en 1195, Guiverville en 1469.

## Politique et administration
| Période                                  | Période  | Identité         | Étiquette | Qualité       |
| ---------------------------------------- | -------- | ---------------- | --------- | ------------- |
| mars 2001                                | 2014     | Annette Mandzuik |           |               |
| mars 2014                                | En cours | Thierry Parrey   | UDI       | Fonctionnaire |
| Les données manquantes sont à compléter. |          |                  |           |               |

## Démographie
L'évolution du nombre d'habitants est connue à travers les recensements de la population effectués dans la commune depuis 1793. Pour les communes de moins de 10 000 habitants, une enquête de recensement portant sur toute la population est réalisée tous les cinq ans, les populations de référence des années intermédiaires étant quant à elles estimées par interpolation ou extrapolation. Pour la commune, le premier recensement exhaustif entrant dans le cadre du nouveau dispositif a été réalisé en 2006.

En 2022, la commune comptait 382 habitants, en évolution de −3,54 % par rapport à 2016 (Eure : −0,25 %, France hors Mayotte : +2,11 %).
| 1793 | 1800 | 1806 | 1821 | 1831 | 1836 | 1841 | 1846 | 1851 |
| ---- | ---- | ---- | ---- | ---- | ---- | ---- | ---- | ---- |
| 734  | 674  | 780  | 739  | 773  | 776  | 747  | 678  | 604  |

| 1856 | 1861 | 1866 | 1872 | 1876 | 1881 | 1886 | 1891 | 1896 |
| ---- | ---- | ---- | ---- | ---- | ---- | ---- | ---- | ---- |
| 639  | 582  | 552  | 542  | 546  | 523  | 504  | 457  | 422  |

| 1901 | 1906 | 1911 | 1921 | 1926 | 1931 | 1936 | 1946 | 1954 |
| ---- | ---- | ---- | ---- | ---- | ---- | ---- | ---- | ---- |
| 429  | 389  | 347  | 313  | 302  | 264  | 292  | 295  | 362  |

| 1962 | 1968 | 1975 | 1982 | 1990 | 1999 | 2006 | 2011 | 2016 |
| ---- | ---- | ---- | ---- | ---- | ---- | ---- | ---- | ---- |
| 315  | 333  | 358  | 282  | 262  | 270  | 294  | 326  | 396  |

| 2021 | 2022 | - | - | - | - | - | - | - |
| ---- | ---- | - | - | - | - | - | - | - |
| 391  | 382  | - | - | - | - | - | - | - |

## Culture locale et patrimoine

### Lieux et monuments
- Église Notre-Dame. Le diocèse catholique d'Évreux en est l'affectataire par l'intermédiaire de la paroisse « Montgeoly » qui dessert cette église.
- Le château de Giverville du XVIIIe siècle est le berceau de la famille de Giverville. En 1920, il passa à la mère du ministre Maurice Petsche[23]. Il est acquis par la caisse d'allocations familiales du Pas-de-Calais qui en fait une maison d'enfants, fermée en 1984[24].

Le château est élevé vers 1775 par Jean Louis Armand Pillon de Gerville sur une terre acquise des chartreux de Gaillon. Il aurait été bâti avec des matériaux provenant du château de Courbépine (Plasnes). Le château est construit en brique et pierre allié au néoclassicisme de l'époque.

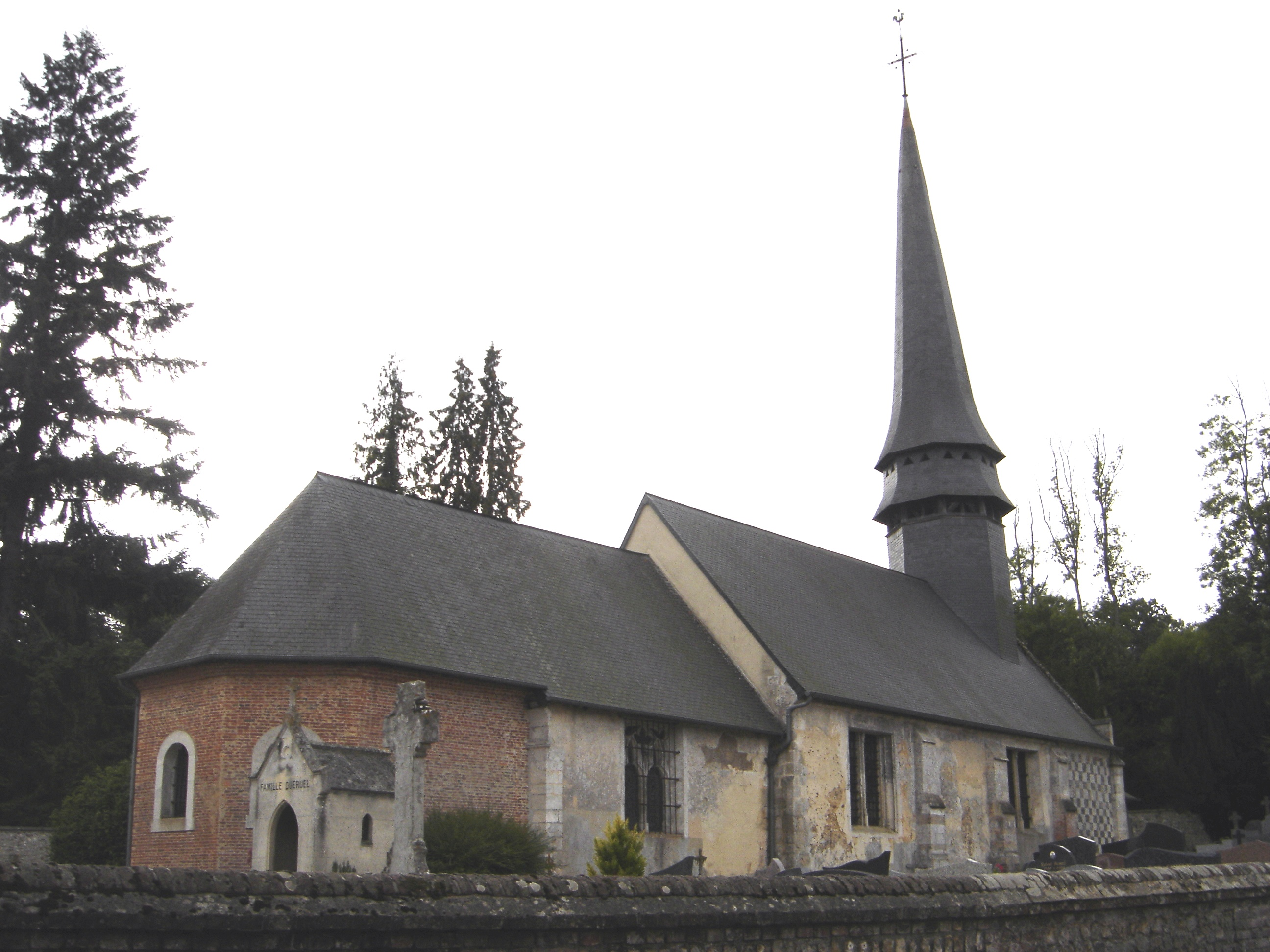
Église Notre-Dame.
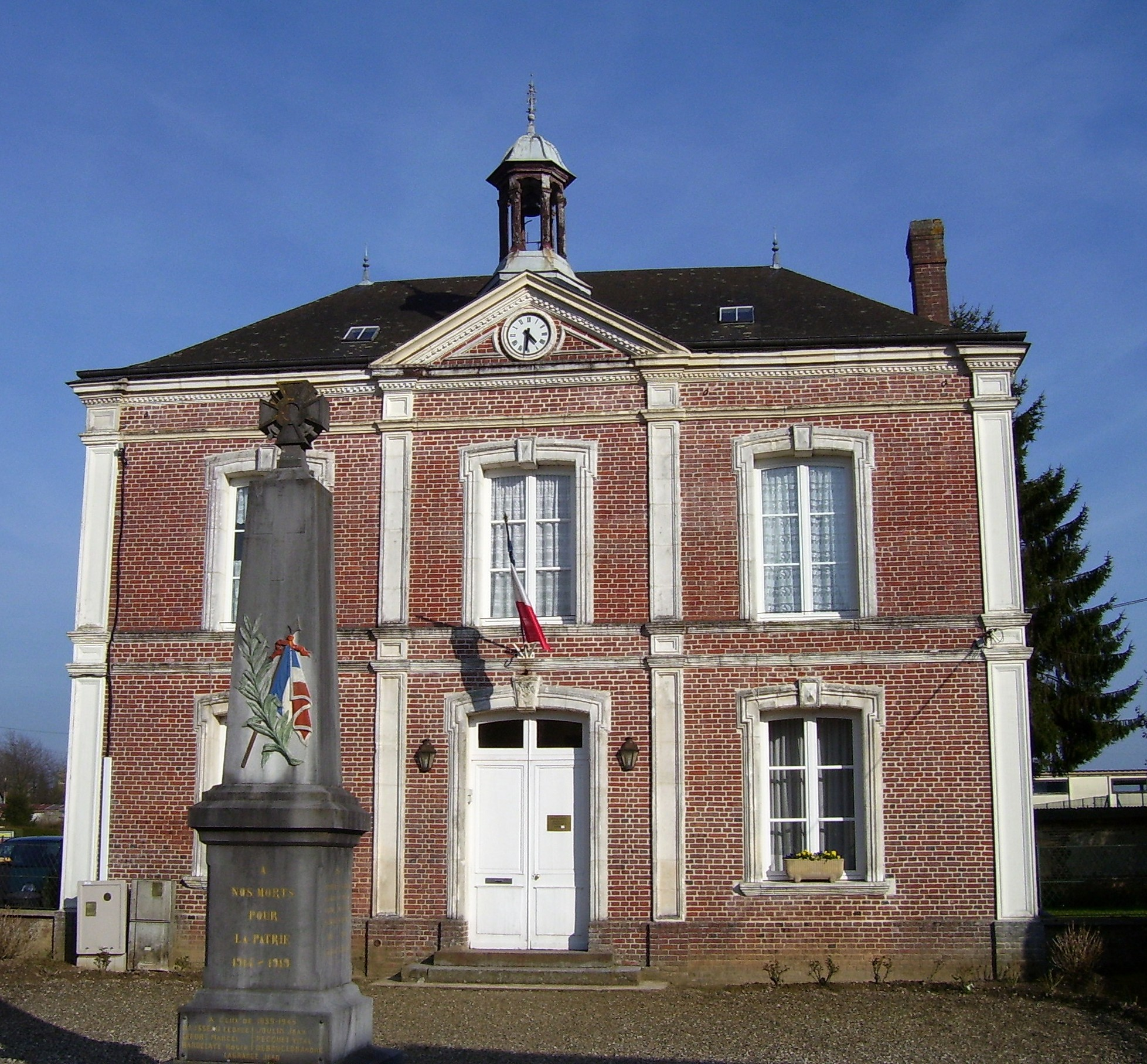
Mairie.
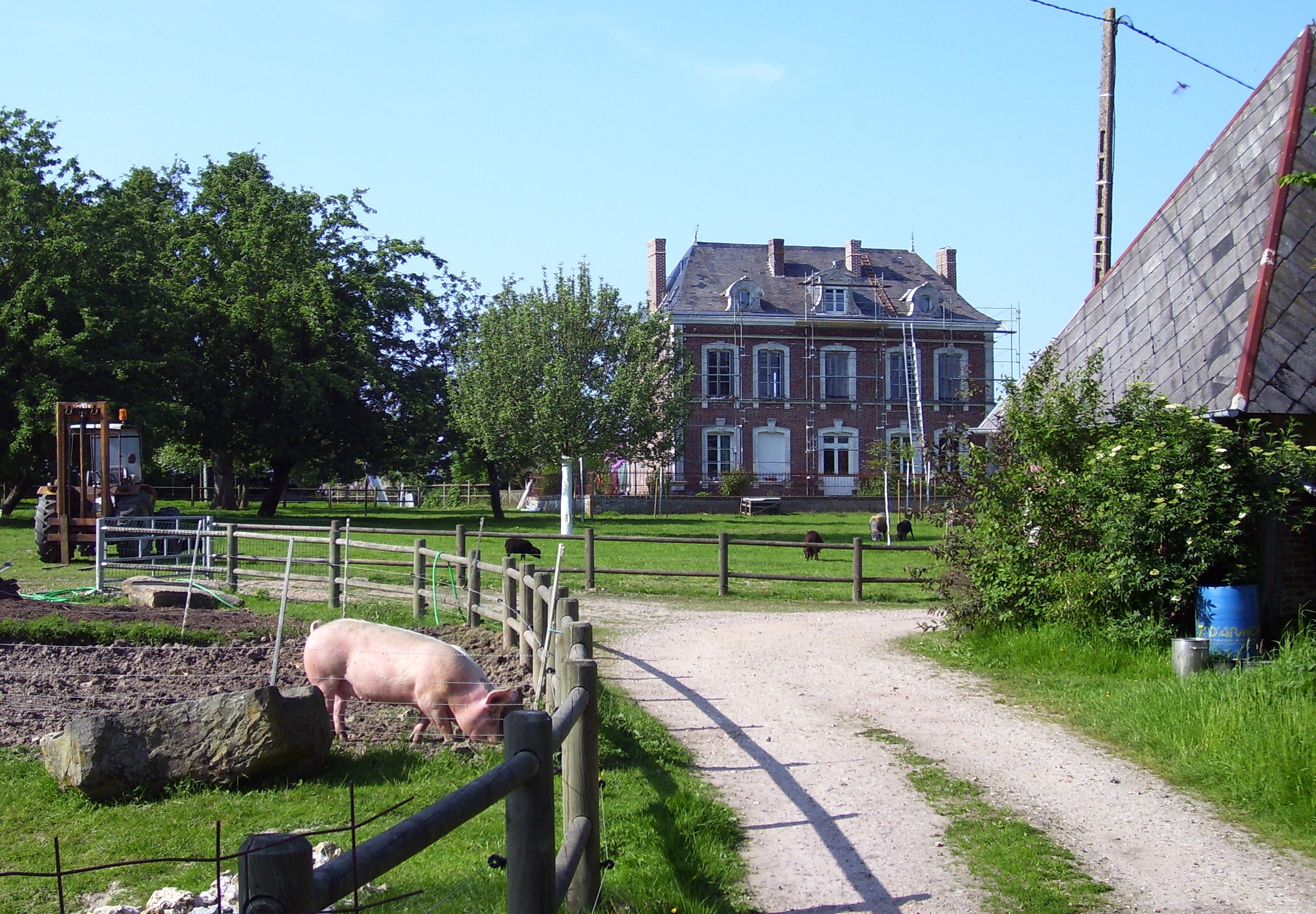
Manoir du Val.
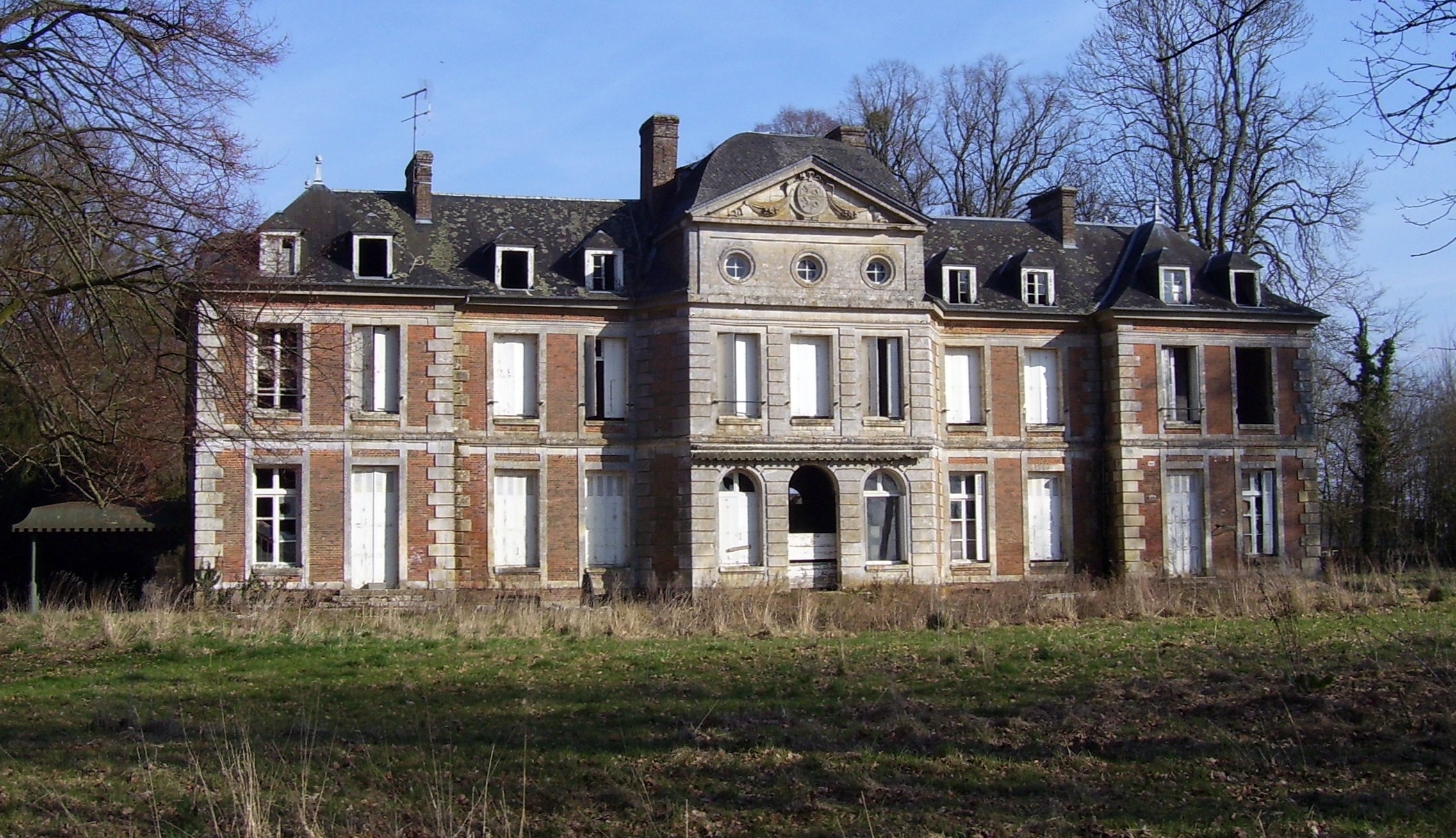
Château.
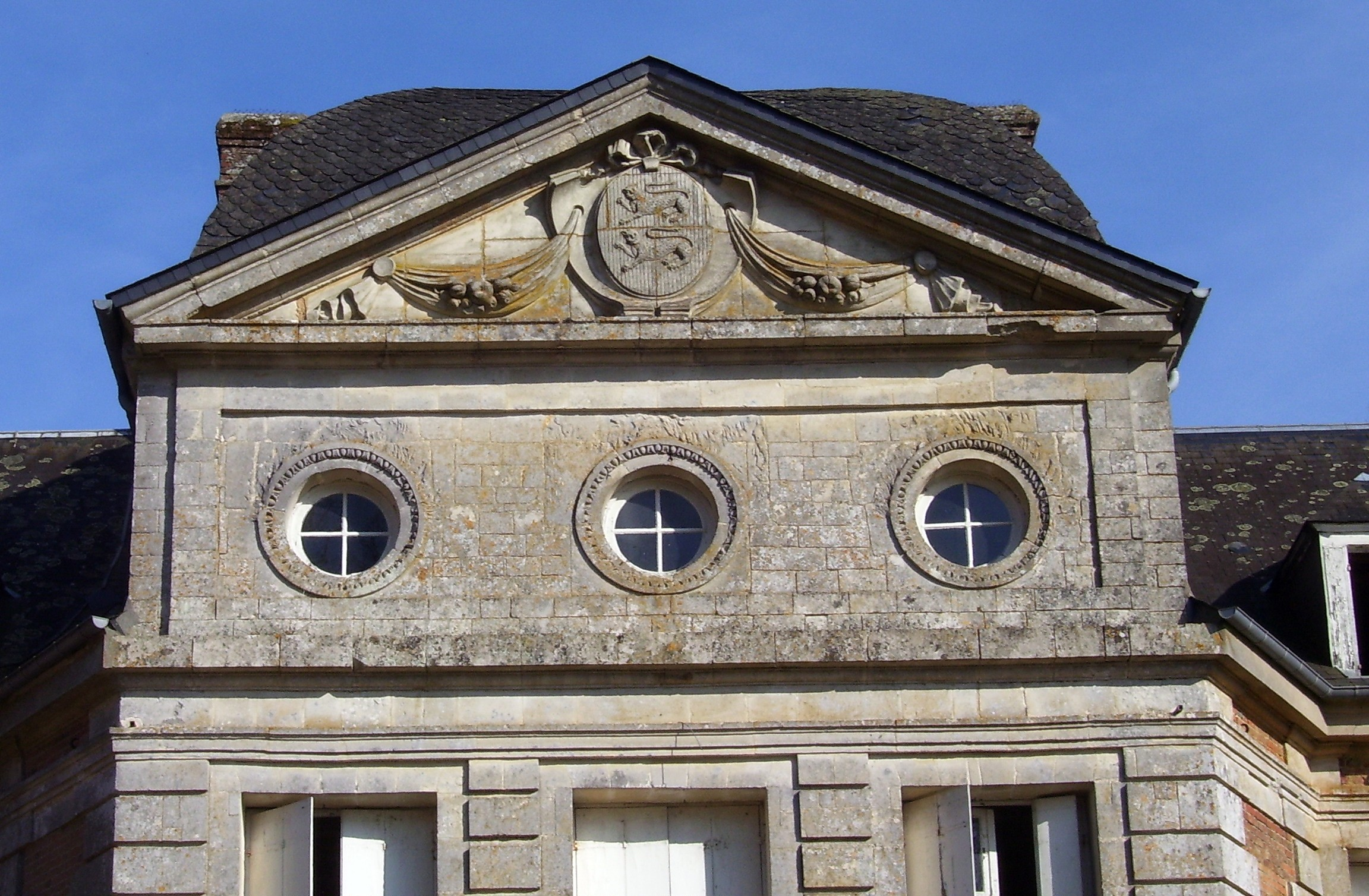
Fronton et blason normand.
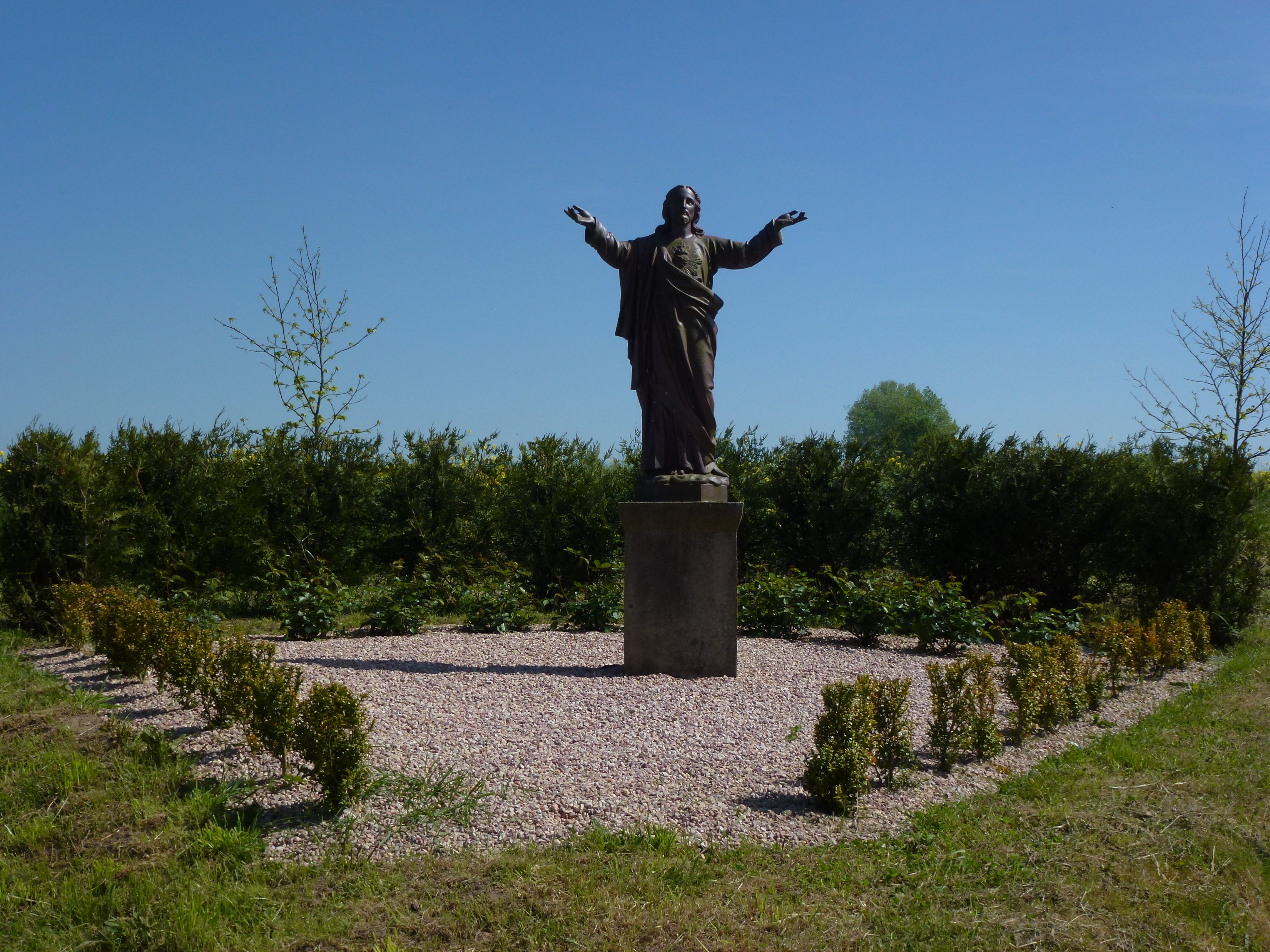
Statue du Sacré-Cœur.
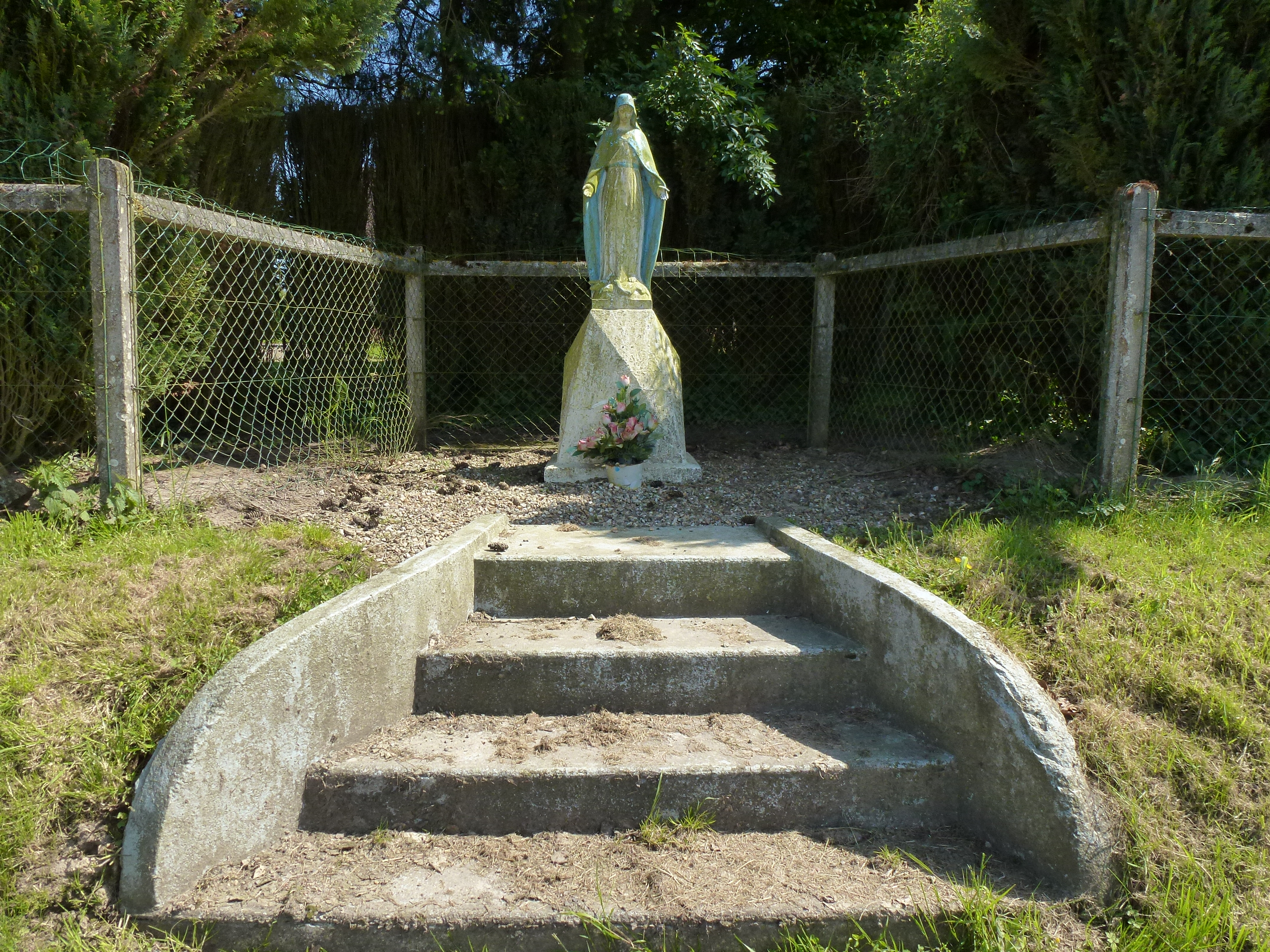
Statue de la Vierge.
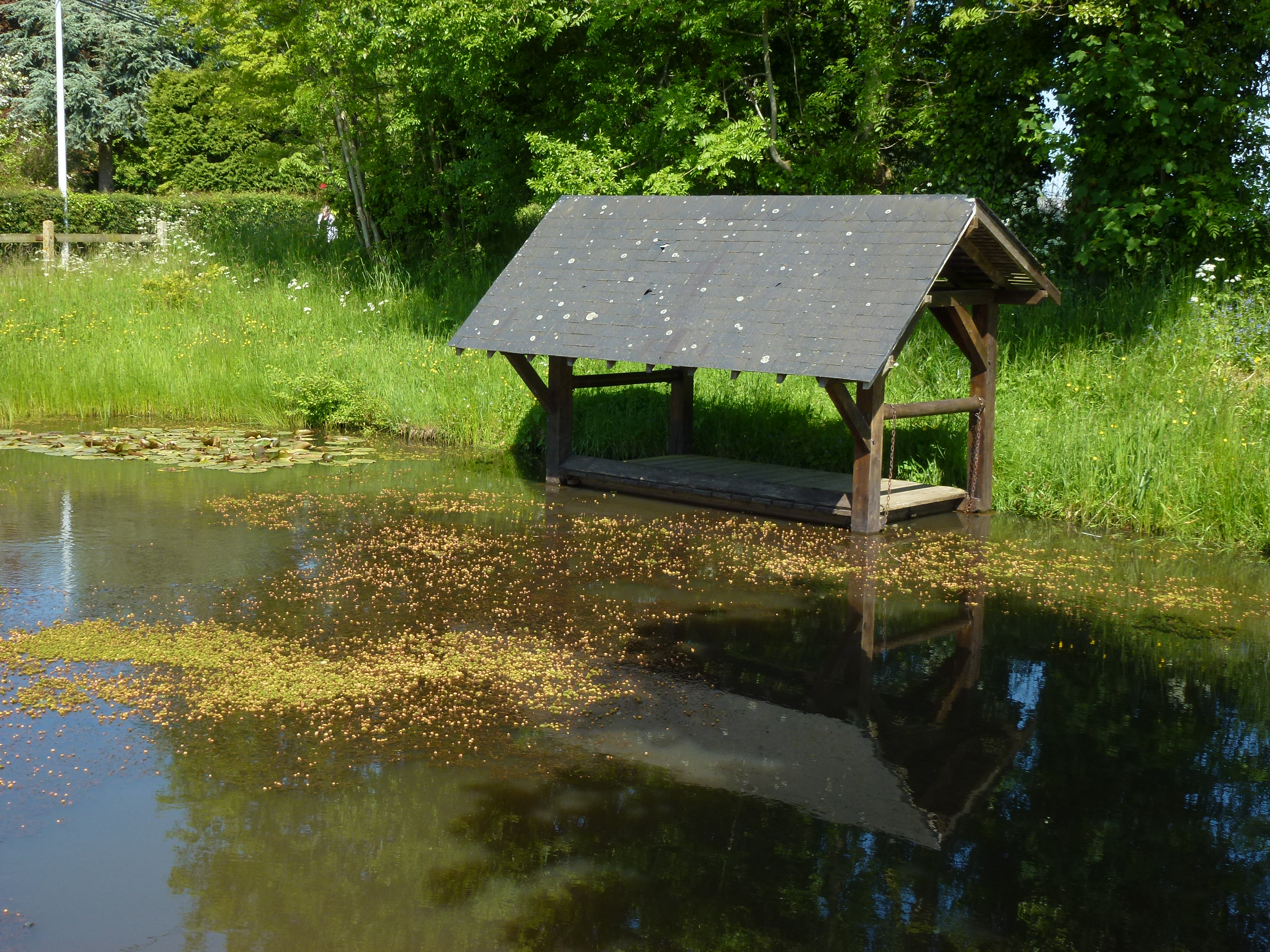
Lavoir.

### Patrimoine naturel

#### Site inscrit
- Le château et son parc,  Site inscrit (1946)[26].